# Comuna Lopativ, Secureni
Lopativ (în ucraineană Лопатів) este o comună în raionul Secureni, regiunea Cernăuți, Ucraina, formată din satele Lopativ (reședința) și Pocrovca.

## Demografie
Componența lingvistică a comunei Lopativ
     Ucraineană (98,64%)
     Rusă (1,02%)
     Alte limbi (0,34%)
Conform recensământului din 2001, majoritatea populației comunei Lopativ era vorbitoare de ucraineană (98,64%), existând în minoritate și vorbitori de rusă (1,02%).